# Hidrostanilacija
U hemiji, hidrostanilacija je umetanje nezasićenih supstrata u Sn-H vezu. Reakcija se odvija u uslovima slobodnih radikala, ali su stereohemija i regiohemija često složene. Reakcija je dobila sintetički značaj sa otkrićem da kompleksi paladijuma katalizuju reakciju. Reakcija je analogna hidrosililaciji i predstavlja podskup hidroelementacije. Hidrostanilacija je svestran put do organokalajnih jedinjenja, od kojih su mnoga raznovrsni sintetički intermedijeri, npr. in Stilovo sprezanje.

## Supstrati i opseg
Tipičan katalizator na bazi Pd je tetrakis(trifenilfosfin)paladijum(0). Tipični nezasićeni supstrati su alkini. Tipičan stanan je tributilkalaj hidrid. Pretpostavlja se da reakcioni mehanizam funkcioniše preko oksidativnog dodavanja stanana da bi se dobio stanil paladijum hidrid.
RC2R'  +  HSnBu3  →   RC(H)=C(SnBu3)R'
Često je potreban višak hidridnog reagensa jer se deo troši kroz konkurentne reakcije dehidrouparivanja:
2 HSnBu3  →   Bu3Sn-SnBu3  →  H2